# Vatikanski brijeg
Vatikanski brijeg (latinski: Mons Vaticanus) je brijeg na desnoj obali Tibera smješten nasuprot poznatih sedam rimskih brjegova. Najviši vrh Vatikanskog brijega visok je 75 metara.
Podrijetlo imena nije sigurno, vjerojatno potječe od latinske riječi vates u značenju prorok. Bio je naseljen još za vrijeme Etruščana koji su u čast Vagitanusa, boga proroštva, na brijegu sagradili hram.
U 1.st., Vatikanski brijeg se nalazio izvan zidina antičkog Rima, pa je stoga bio pogodan za izgradnju cirkusa (Neronov cirkus) i groblja. Iznad groblja je u 4.st. sagrađena bazilika Svetog Petra, na mjestu koje se smatra grobom svetog Petra.
Vatikanski brijeg nije jedan od slavnih sedam brjegova grada Rima. Unutar gradskih zidina Rima našao se tijekom pontifikata pape Lava IV. koji je između 848. i 852. proširio zidine radi zaštite bazilike Svetog Petra i sam Vatikan. Vatikanski se brijeg tako sljedećih 1100 godina nalazio unutar grada Rima kao dio četvrti Borga. Lateranskim sporazumom iz 1929. Vatikanski brijeg postaje dijelom Vatikanske države.
Prije avignonskog papinstva, sjedište Svete Stolice nalazilo se u Lateranskoj palači. Nakon avignonskog papinstva, uprava Crkve je premještana na Vatikanski brijeg, a papinska rezidencija postala je Kvirinalska palača koja je to ostala sve do pada Papinske države 1871. godine. Nakon Lateranskog sporazuma sjedište Crkve postaju zgrade smještene na Vatikanskom brijegu i Vatikanskim poljima.
Najviši je vrh Vatikana.